# Comuna Livezile, Timiș
Livezile este o comună în județul Timiș, Banat, România, formată din satele Dolaț și Livezile (reședința).

## Istoric
Prima atestare documentară este din 1322. Vechea denumire a localității este Tolvadia, derivata din nemțescul Tolwad. În Evul mediu ea aparținea de județul Timiș iar pe la 1462 era proprietatea lui Bergsoy Hagymas. La recensământul din 1717 avea 30 de case și făcea parte din districtul Ciacova. Localitatea a trecut cu timpul în administrarea mai multor entități administrative. Prin Legea nr. 461/2006 a fost reînființată comuna Livezile, desființată în 1972. Numele său original a fost Tolvădia însă a fost schimbat artificial, pe cale administrativă, deoarece considerat inestetic.

## Demografie
Componența etnică a comunei Livezile
     Români (86,9%)
     Alte etnii (1,24%)
     Necunoscută (11,86%)
Componența confesională a comunei Livezile
     Ortodocși (77,29%)
     Romano-catolici (6,62%)
     Penticostali (1,6%)
     Alte religii (1,67%)
     Necunoscută (12,81%)
Conform recensământului efectuat în 2021, populația comunei Livezile se ridică la 1.374 de locuitori, în scădere față de recensământul anterior din 2011, când fuseseră înregistrați 1.566 de locuitori. Majoritatea locuitorilor sunt români (86,9%), iar pentru 11,86% nu se cunoaște apartenența etnică. Din punct de vedere confesional, majoritatea locuitorilor sunt ortodocși (77,29%), cu minorități de romano-catolici (6,62%) și penticostali (1,6%), iar pentru 12,81% nu se cunoaște apartenența confesională.

## Politică și administrație
Comuna Livezile este administrată de un primar și un consiliu local compus din 11 consilieri. Primarul, Daniel Lungu[*], de la Partidul Social Democrat, este în funcție din 1 noiembrie 2024. Începând cu alegerile locale din 2024, consiliul local are următoarea componență pe partide politice:
|  | Partid                          | Consilieri | Componența Consiliului | Componența Consiliului | Componența Consiliului | Componența Consiliului | Componența Consiliului |
|  | ------------------------------- | ---------- | ---------------------- | ---------------------- | ---------------------- | ---------------------- | ---------------------- |
|  | Partidul Social Democrat        | 5          |                        |                        |                        |                        |                        |
|  | Partidul Național Liberal       | 4          |                        |                        |                        |                        |                        |
|  | Alianța pentru Unirea Românilor | 2          |                        |                        |                        |                        |                        |